# Cinema Bizarre
Cinema Bizarre war eine, sich in ihrer Erscheinung stark am japanischen Visual Kei orientierende, fünfköpfige deutsche Glam-Pop-/Rockband. Ihr Sound ist eine Mischung aus Gitarrenrock und Elektroklängen, der an New Wave erinnert.

## Geschichte
Über das Internet miteinander bekannt, lernten Yu und Strify bei einer Verabredung auf der AnimagiC 2005 Kiro kennen. Die drei verstanden sich auf Anhieb gut und beschlossen, eine Band zu gründen. Über das Internet lernten sie die beiden anderen Mitglieder Shin und Luminor kennen. Nach Berlin gezogen, lebten die drei ersteren in einer WG zusammen, Luminor wohnte allein und Shin noch bei seinen Eltern. Den späteren Keyboarder Romeo lernte Yu ebenfalls auf der AnimagiCs 2005 kennen; er probte von Anfang gemeinsam mit der Band.
Die Gruppe wurde bei Universal unter Vertrag genommen. Ihre Manager waren Tilo Wolff und Eric Burton. Die Zeichnerin Fahr Sindram hat die Band als Manga-Figuren umgesetzt und einige Merchandise-Artikel kreiert.
Bereits vor Erscheinen der ersten Single wurden sie über MySpace und andere Internetportale bekannt. Am 14. September 2007 erschien mit Lovesongs (They Kill Me) die erste Single, die den neunten Platz der deutschen Single-Charts erreichte und sich sechs Wochen unter den Top-50 platzierte. Das Album Final Attraction wurde am 12. Oktober 2007 veröffentlicht und erreichte ebenfalls den neunten Platz der deutschen Charts. Der Song The Way We Are dieses Albums enthält ein Sample von Camouflages The Great Commandment, der Titel Dysfunctional Family wiederum ein Sample des Depeche-Mode-Songs Personal Jesus. Am 7. Dezember 2007 erschien die zweite Single von Cinema Bizarre, Escape to the Stars. Auch dieser Song enthält ein Sample von Depeche Mode, diesmal vom Song Everything Counts.
Am 6. März 2008 traten sie mit dem Song Forever or Never bei der Deutschen Vorentscheidung zum Eurovision Song Contest 2008 an, konnten sich aber nicht gegen die No Angels und Carolin Fortenbacher durchsetzen.
Nach ersten Konzerten in Deutschland, Österreich und der Schweiz, startete ab dem 28. März 2008 die Cinema Bizarre Europatour, die mit einem Auftritt in Amsterdam am 25. April ihren Abschluss fand. Während dieser Tour sprang Romeo oft für Luminor ein.
Im November 2008 verließ Luminor dann endgültig die Band aus gesundheitlichen Gründen. Romeo übernahm seinen Part an den Keyboards, entschied sich aber dagegen zu singen, wie das Luminor getan hatte. Im März 2009 waren Cinema Bizarre die Vorband von Lady Gaga und spielten auch in Amerika Konzerte. Durch diese Tour lernten sie Lady Gagas DJ Space Cowboy kennen und im Hotelzimmer entstand als Kollaboration der Song I Came 2 Party.
Im August 2009 erschien in der neuen Besetzung das zweite Album ToyZ, allerdings war der Release bereits im März geplant gewesen. Bei der Single My Obsession verschob sich das Release-Datum ebenfalls, da sowohl Teile des Albums, als auch die Single selbst bereits im Internet gelandet waren. Die Band entschied sich daher, die zusammen mit Space Cowboy aufgenommene Single I Came 2 Party als erste Auskopplung herauszubringen und My Obsession als zweite Auskopplung am 25. September 2009. Das ebenfalls auf diesem Album erschienene Lied Hypnotized by Jane schrieb Placebo-Sänger Brian Molko. Cinema Bizarre kündigten kurz daraufhin die We’re All ToyZ Tour 2009 an, welche die Band durch den deutschsprachigen Raum, Frankreich, Holland, Italien, Spanien, Luxemburg und Russland führte. Das Abschlusskonzert fand in Warschau statt.
2009 wurden sie mit dem European Border Breakers Award (EBBA) ausgezeichnet.
Am 21. Januar 2010 verkündeten die Musiker auf ihrer Myspace-Bandseite, als Band eine Pause zu machen und sich eigenen Projekten zu widmen.
Romeo und Yu gaben kurz darauf bekannt, bei der amerikanischen Band Rouge Morgue als Sänger bzw. Gitarrist tätig zu sein, doch löste sich diese Band wenig später auch auf. Strify, Kiro und Shin arbeiten derzeit als DJ.
Strify veröffentlichte unter dem Namen Jack Strify eine neue Version des Songs Blasphemy in Zusammenarbeit mit dem französischen DJ Junior Caldera, jedoch vorerst nur in Frankreich. Nach einer EP-Veröffentlichung 2013 arbeitete er weiterhin an einem Solo-Album, welches zunächst über Crowdfunding finanziert wurde. Der Veröffentlichung ging der Release einer Doppel-Single voraus.
Gitarrist Yu Phönix (bürgerlich: Hannes de Buhr), der Bruder von Annika de Buhr ist, brachte am 11. November 2011 seine erste Single Moonflower heraus, wobei er mit J’Lostein und Tadahisa Yoshida zusammenarbeitete.
Schlagzeuger Shin ist seit Ende 2017 als Drag Queen unter dem Namen "Rosetta Bleach" tätig und legt regelmäßig als DJ unter anderem im SchwuZ auf.
Über Instagram wurde 2020 bekannt gegeben, dass Luminor verstorben ist.

## Diskografie

### Studioalben
| Jahr | Titel            | Höchstplatzierung, Gesamtwochen, AuszeichnungChartplatzierungen (Jahr, Titel, Platzierungen, Wochen, Auszeichnungen, Anmerkungen) | Höchstplatzierung, Gesamtwochen, AuszeichnungChartplatzierungen (Jahr, Titel, Platzierungen, Wochen, Auszeichnungen, Anmerkungen) | Anmerkungen                                                    |
| Jahr | Titel            | DE | AT | Anmerkungen                                                    |
| ---- | ---------------- | --- | --- | -------------------------------------------------------------- |
| 2007 | Final Attraction | DE9 (4 Wo.)DE | AT28 (2 Wo.)AT | Erstveröffentlichung: 12. Oktober 2007                         |
| 2009 | ToyZ             | DE24 (1 Wo.)DE | AT44 (1 Wo.)AT | Erstveröffentlichung: 21. August 2009                          |
| 2009 | BANG!            | — | — | Erstveröffentlichung: 25. August 2009 VÖ nur in USA und Kanada |

### Singles
| Jahr | Titel Album                               | Höchstplatzierung, Gesamtwochen, AuszeichnungChartplatzierungen (Jahr, Titel, Album, Platzierungen, Wochen, Auszeichnungen, Anmerkungen) | Höchstplatzierung, Gesamtwochen, AuszeichnungChartplatzierungen (Jahr, Titel, Album, Platzierungen, Wochen, Auszeichnungen, Anmerkungen) | Anmerkungen                                                                    |
| Jahr | Titel Album                               | DE | AT | Anmerkungen                                                                    |
| ---- | ----------------------------------------- | --- | --- | ------------------------------------------------------------------------------ |
| 2007 | Lovesongs (They Kill Me) Final Attraction | DE9 (9 Wo.)DE | AT32 (8 Wo.)AT | Erstveröffentlichung: 14. September 2007                                       |
| 2007 | Escape to the Stars Final Attraction      | DE36 (3 Wo.)DE | AT61 (1 Wo.)AT | Erstveröffentlichung: 7. Dezember 2007 2-Track-Single: Platz 72 in Deutschland |
| 2008 | Forever or Never Final Attraction         | DE44 (4 Wo.)DE | AT71 (1 Wo.)AT | Erstveröffentlichung: 29. Februar 2008                                         |
| 2009 | I Came 2 Party ToyZ                       | DE32 (5 Wo.)DE | AT71 (1 Wo.)AT | Erstveröffentlichung: 7. August 2009 feat. Space Cowboy                        |
| 2009 | My Obsession ToyZ                         | — | — | Erstveröffentlichung: 27. November 2009                                        |

## Auszeichnungen für Musikverkäufe
| Goldene Schallplatte - Russland - 2008: für das Album Final Attraction |

| Land/RegionAuszeichnungen für Musikverkäufe (Land/Region, Auszeichnungen, Verkäufe, Quellen) | Gold  | Platin | Verkäufe | Quellen      |
| -------------------------------------------------------------------------------------------- | ----- | ------ | -------- | ------------ |
| Russland (NFPF)                                                                              | Gold1 | —      | 10.000   | 2m-online.ru |
| Insgesamt                                                                                    | Gold1 | —      |          |              |